# ドゥードゥルアート

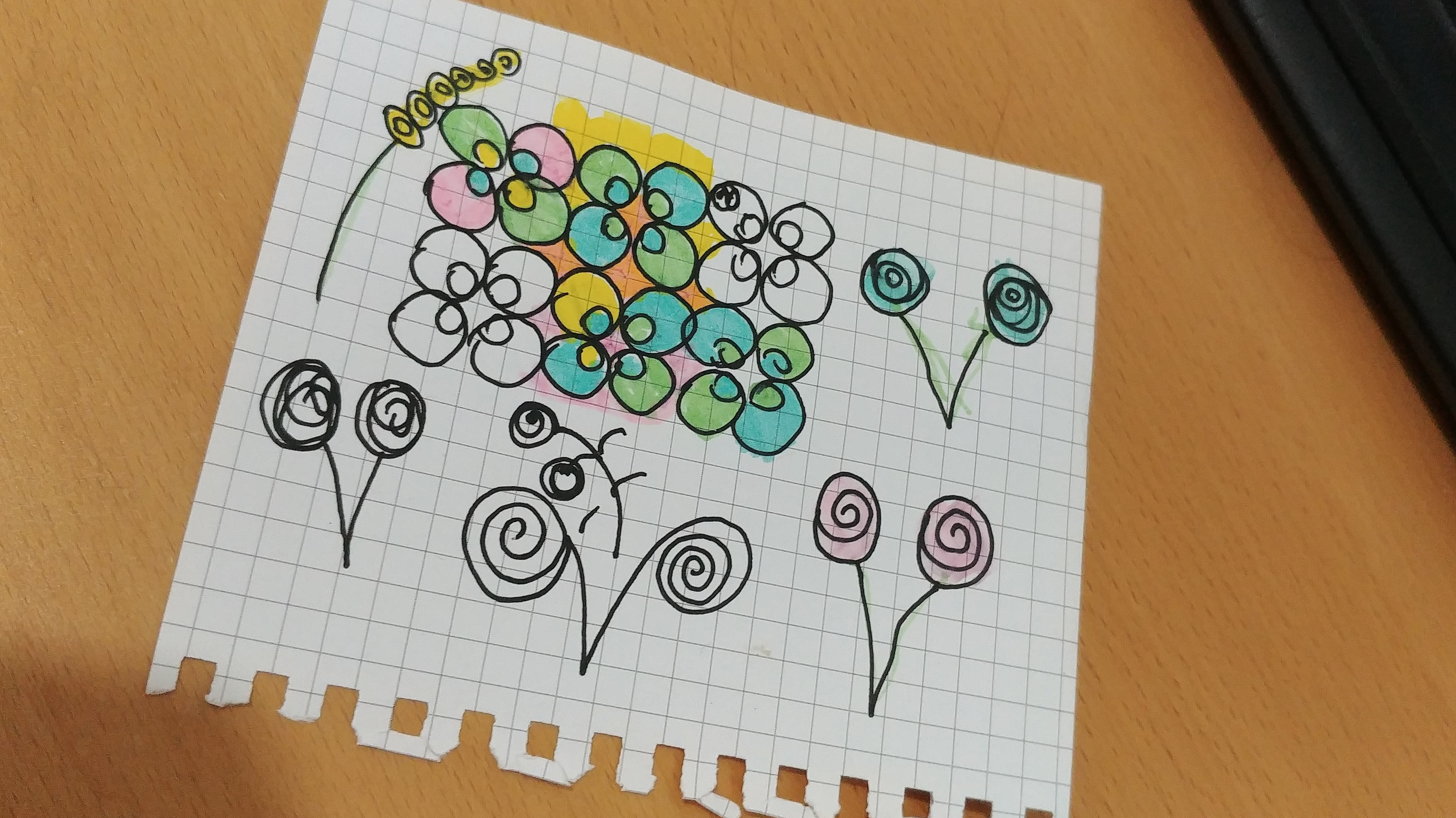
ドゥードゥルアート

ドゥードゥルアートは、『落書き』を意味するDoodle（ドゥードゥル）から産まれた美術用語。

## 背景
肯定的にとらわれることの少ないLowbrow（ロウブロウ）と呼ばれるアート文化にドゥードゥルは内包されていた。
自由奔放でエネルギーに満ち溢れた表現方法であったが、一般に受け入れづらく、一部のアートファンから評価されるにとどまっていた。その評価に際し、アーティストたちは、この文化をシンプルにしていき、徹底的にローブロウをシェイプ。残った洗練されたものをDoodle Artと分けて言うようになった。

## 関連作家
- Shag（シャグ）
- Amanda Visell（アマンダ・ビッセル）
- Marty M. Ito（伊藤マーティ）

（以下未翻訳英語ページのみ）
- Gary Baseman（ゲーリー・ベースマン）
- Tim Biskup（ティム・ビスカップ）